# Hypotyphla caudata
Hypotyphla caudata är en tvåvingeart som beskrevs av Friedrich Georg Hendel 1914. Hypotyphla caudata ingår i släktet Hypotyphla och familjen Pyrgotidae. Inga underarter finns listade i Catalogue of Life.